# Padrão

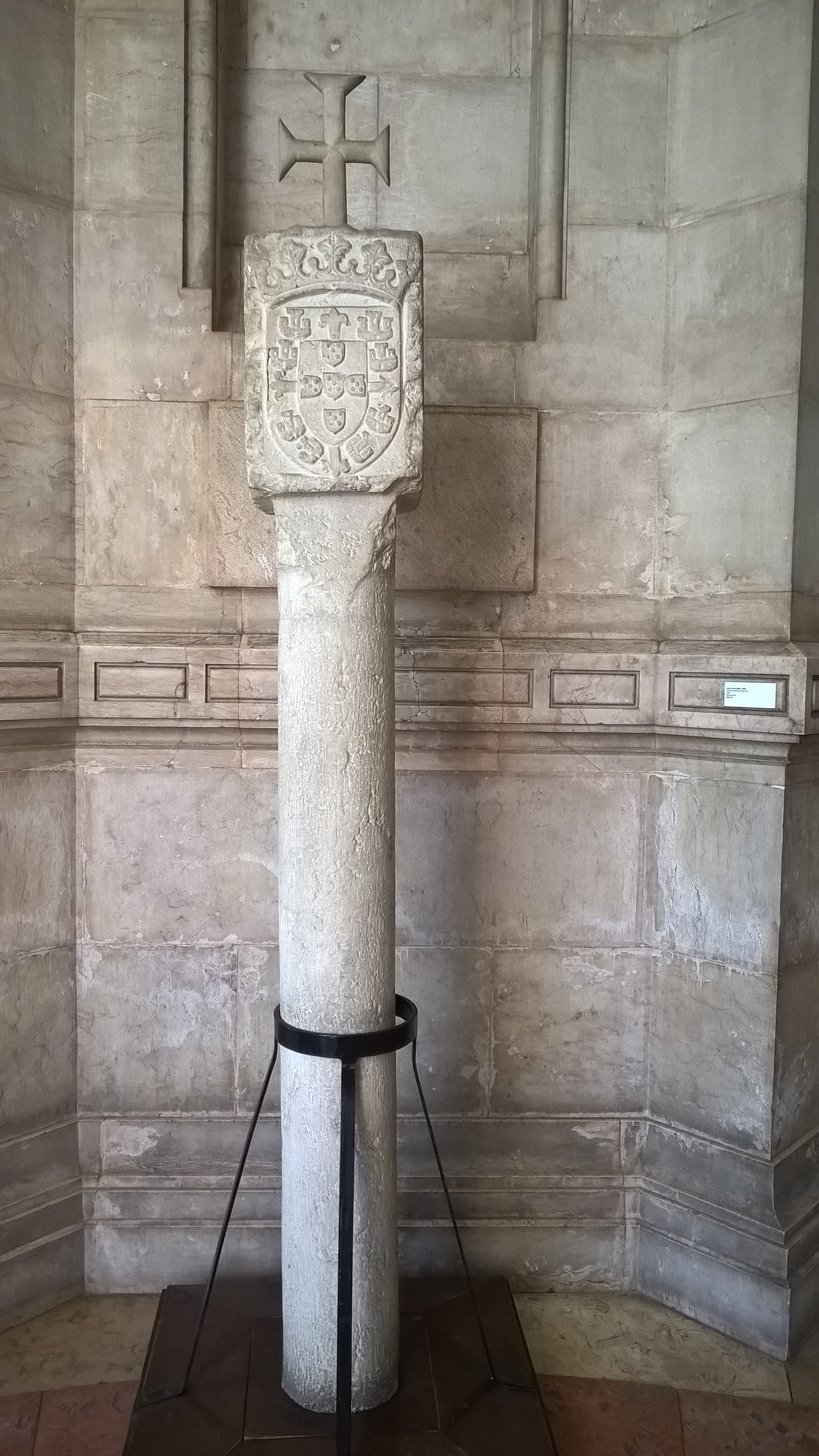
Kopie eines Padrão des Diogo Cão am Haupteingang des Palácio de São Bento

Ein Padrão (portugiesisch padrão, Plural: Padrões; deutsch „Muster, Denkmal“) waren die während der portugiesischen Entdeckungsreisen von den Seefahrern an Küsten der entdeckten Regionen aufgestellten Stelen, versehen mit einer Inschrift.

## Allgemeines
Vorbilder waren wohl die ersten irischen Hochkreuze aus dem 7. Jahrhundert, die als Symbolik für die Missionierung einer entdeckten Region dienten. Die portugiesischen Padrões bestanden aus Sockel, Schaft, Kreuzring und einem Abschluss-Stein, waren meist aus Sandstein und aus einem einzigen Block herausgemeißelt.
Portugal gehörte neben Spanien zu den Ländern, von denen im Spätmittelalter die meisten Entdeckungsreisen ausgingen. Portugal konzentrierte sich auf Brasilien, Afrika und Indien (gemäß dem Vertrag von Tordesillas). Von elf Steinkreuzen in Afrika und zwei in Indien sind sieben Kreuze bis heute – teilweise fragmentarisch – erhalten.

## Beschreibung
Während der Entdeckungsreisen wurden die Kreuze auf dem zur Flotte gehörenden Proviantschiff transportiert. Zunächst wurden an markanter Stelle der Landeplätze Holzkreuze aufgestellt. Doch die Korrosion und das tropische Klima sorgten für ihren schnellen Zerfall. Die steinernen Padrões bestanden aus einer Säule mit einem Kapitell, auf dem ein Kreuz angebracht war. Ihre Höhe betrug etwa 3 Meter, sie wogen bis zu 500 kg. Der hierfür verarbeitete Marmor oder Kalkstein stammte aus Sintra. Sie enthielten eine Inschrift zunächst in portugiesischer Sprache, später auch auf Latein. Unterhalb des Kreuzes zeigten vier königliche Wappen in alle vier Himmelsrichtungen.

## Geschichte

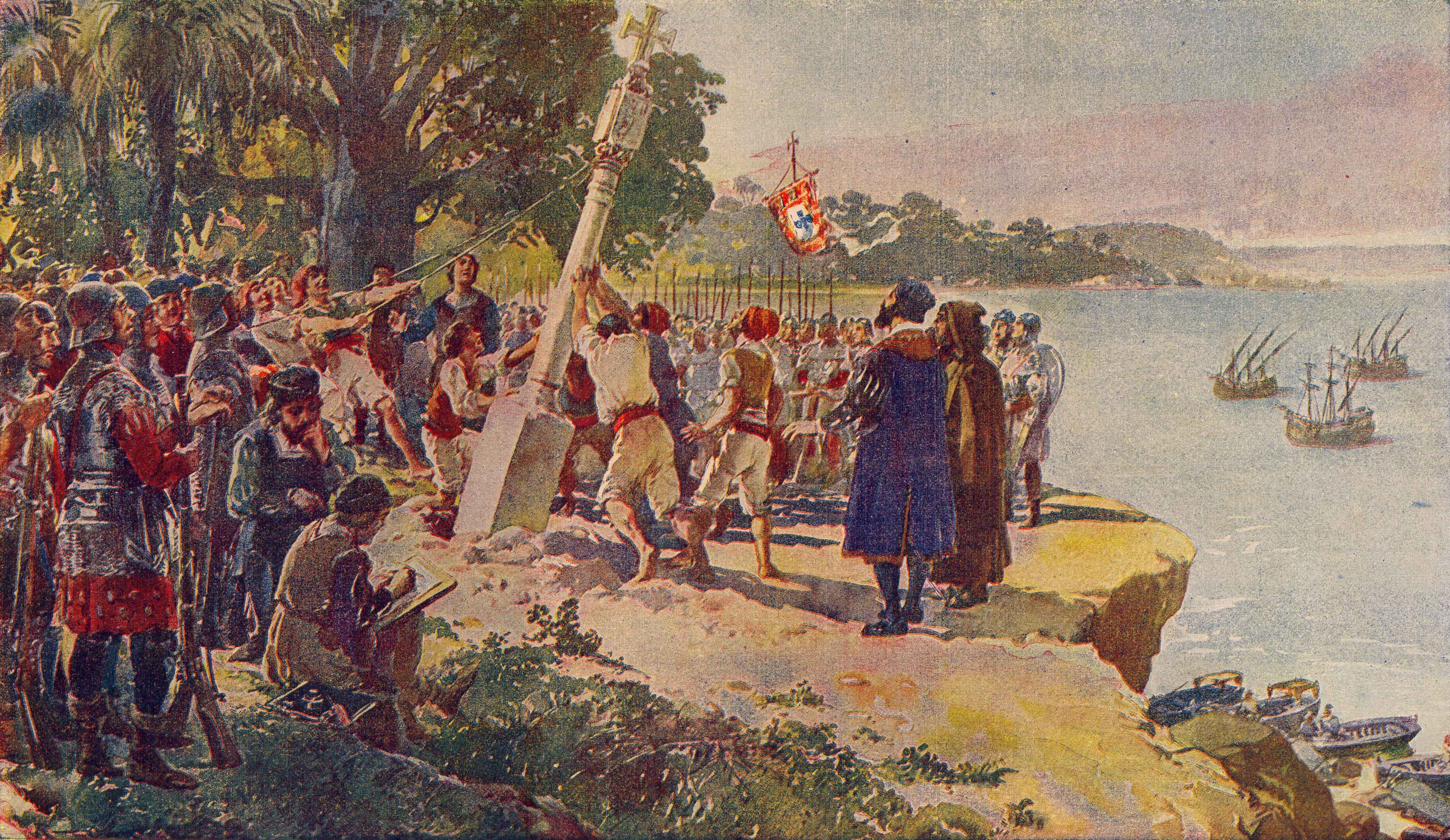
Errichtung eines Padrão am Kongo-Fluss (Gemälde von Alfredo Roque Gameiro, 1917)

König Johann II. hatte um 1483 vorgeschrieben, dass die Kapitäne der Entdeckungsreisen an den Stellen der afrikanischen Küsten, wo sie landeten und das Land für ihn in Besitz nahmen, nicht mehr Holzkreuze, sondern Steinkreuze aufrichten sollten. Sie müssten auf der Spitze ein mit Blei eingelötetes Steinkreuz tragen und zwei Manneslängen hoch sein. Das erste Steinkreuz stellte Diogo Cão während seiner ersten Reise am 23. April 1483 in der südlichen Kongomündung auf, das er dem Heiligen Georg widmete. João de Barros zufolge wurde der Kongo lange Zeit „Rio Padrão“ genannt. Ein weiteres Padrão folgte am 28. August 1483 am Cabo de Lobo, das er dem Heiligen Augustin widmete. Cão stellte insgesamt fünf Kreuze auf.
Bis einschließlich Bartolomeu Dias – der am 6. Juni 1488 am Kap der Guten Hoffnung ein weiteres Padrão setzte – stellten beide Seefahrer insgesamt acht Steinkreuze vom Kongo bis zum Großen Fischfluss auf. Vasco da Gama hat in Afrika sechs und in Indien zwei Steinkreuze aufgestellt, sein erstes am 6. Dezember 1497 an der Mossel Bay (portugiesisch Angra de São Braz).
In Südamerika setzten Gonçalo Coelho (1500–1502) und Cristóvão Jaques (1503) fünf Kreuze. Unter Pedro Álvares Cabral stellte Coelho am 1. Mai 1500 ein Padrão in Porto Seguro auf. Lourenço d'Almeida hinterließ am 27. Dezember 1506 eines an der Küste von Ceylon in Höhe von Galle, Diogo Lopes de Sequeira (August 1509, Pédir und Pasem auf Sumatra), António de Abreu (1511; Agacim, Amboina und Banda auf der Reise zu den Molukken). Alfonso d’Albuquerque folgte im Juli 1513 (Mehum-Insel), Duarte Coelho hinterließ 1519 eines in Hudia (Königreich Siam). Weitere bedeutsame Entdecker, von denen bekannt ist, dass sie Padrões errichtet haben, sind Pêro da Covilhã und Jorge Álvares. Letzterer hinterließ im Mai 1513 auf der Insel Tamão im Perlflussdelta ein Steinkreuz.
Danach setzte António de Brito 1522 ebenfalls auf Banda ein weiteres Steinkreuz. Henrique Leme stellte als Kapitän der São Sebastião im August 1522 einen Padrão in Sunda Kelapa auf, der als Lusitanisch-Sundanesischer Padrão bekannt ist.
Die letzten Steinkreuze stellte Francisco de Sá im Jahre 1527 auf. Er musste in jenem Jahr sein Vorhaben, Krieg gegen die feindlich gesinnten Moslems von Sunda Kelapa zu führen, wegen dezimierter Flotte aufgeben. Dennoch konnte er auf der Rückreise zwei Padrões aufstellen, und zwar am 30. Juni 1527 am Fluss Cidigy (Cigede oder Chedigy; portugiesisch rio São Jorge; 10 km westlich von Sunda Kelapa) und am 13. August 1527 nahe Banten.
Geographie und Ethnologie befassten sich ersichtlich bereits 1877 mit dem Padrão. Es „war nämlich eine steinerne Säule, welche mit einem Kreuz, dem portugiesischen Wappen und dem Bildnis oder dem Namen eines Heiligen versehen war. Die Säulen wurden von den Entdeckern an hervorragenden Küstenpunkten gesetzt und dienten als Urkunde der Besitzergreifung für die portugiesische Krone“. Am 30. Januar 1893 fand der deutsche Korvettenkapitän Gottlieb Becker in der Kolonie Deutsch-Südwestafrika das Original des Steinkreuzes vom Kreuzkap und ließ das 3,54 Meter hohe Kreuz nach Deutschland bringen. 1895 wurde an ursprünglicher Stelle im heutigen Namibia am Cape Cross eine in Form und Größe identische, aus Granit gehauene Säule mit deutscher Inschrift und Reichsadler als Wappen errichtet, 1968 zum Nationaldenkmal Namibias erklärt. Im Jahre 1986 wurde eine originalgetreue Kopie des ursprünglichen Kreuzes am Cape Cross eingeweiht. Das Original wurde im August 2019 vom Deutschen Historischen Museum Berlin aufgrund des seit Juni 2017 vorliegenden offiziellen Rückgabeersuchens der Republik Namibia restituiert. Die Säule liegt in einem Depot, soll aber wieder ausgestellt werden.

## Zweck
Padrões dienten dazu, jedem anzuzeigen, dass der betreffende Ort von Portugiesen erreicht worden war. Sie waren zugleich Besitzzeichen (Hoheitsrecht), Landmarken und Zeichen des Christentums. Bis dahin wurden Holzkreuze errichtet. Beide Arten wurden in Portugal hergestellt und von den Schiffen mitgeführt. Die Kapitäne waren bei der Aufstellung eines Padrãos für das Einsetzen des Datums und gegebenenfalls für eine Widmung verantwortlich.